# Farmington (Gloucestershire)
Farmington é uma paróquia e aldeia do distrito de Cotswold, no condado de Gloucestershire, na Inglaterra. De acordo com o Censo de 2011, tinha 112 habitantes. Tem uma área de 9,16 km².